# Mandy Moore

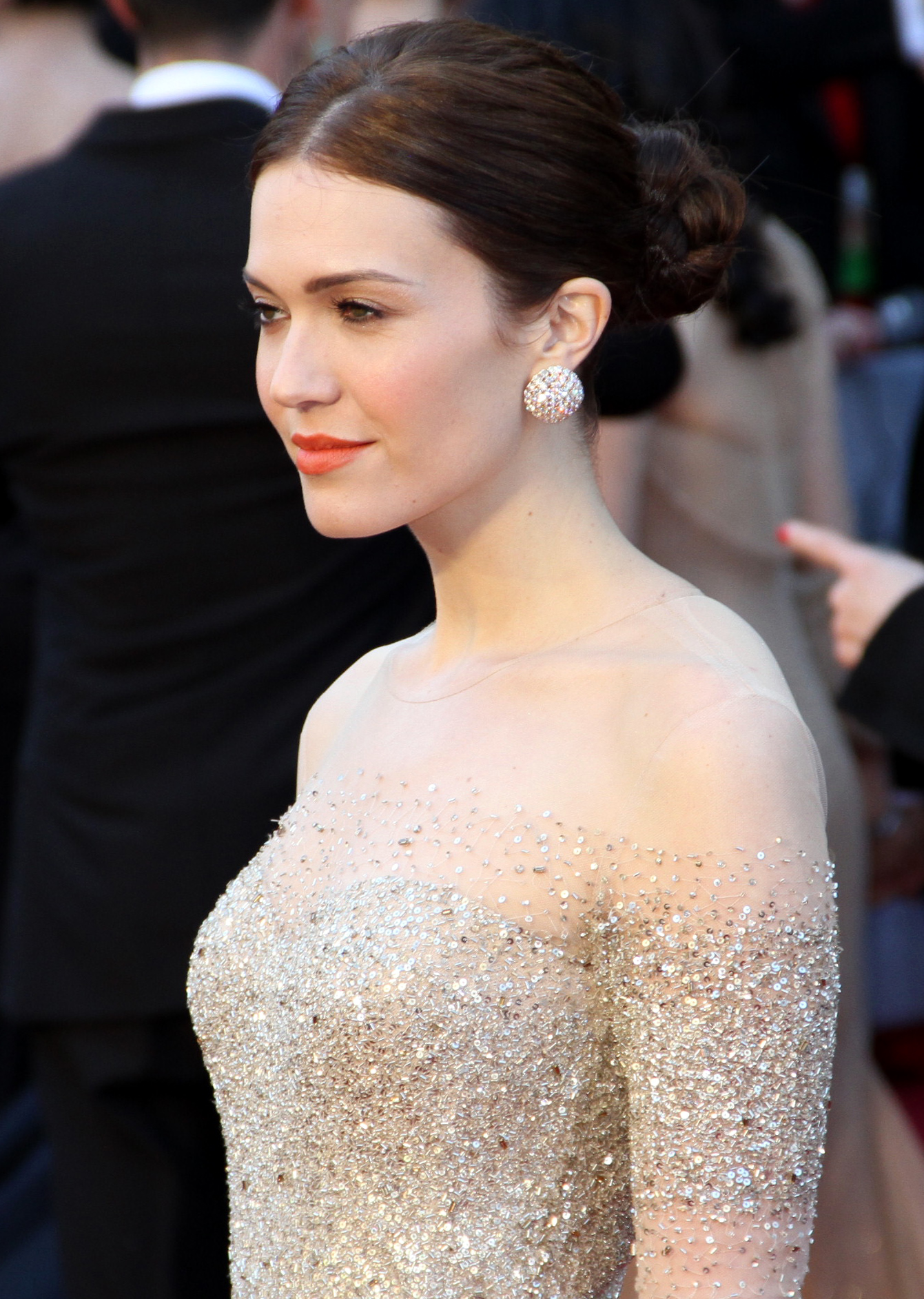
Mandy Moore (2011)

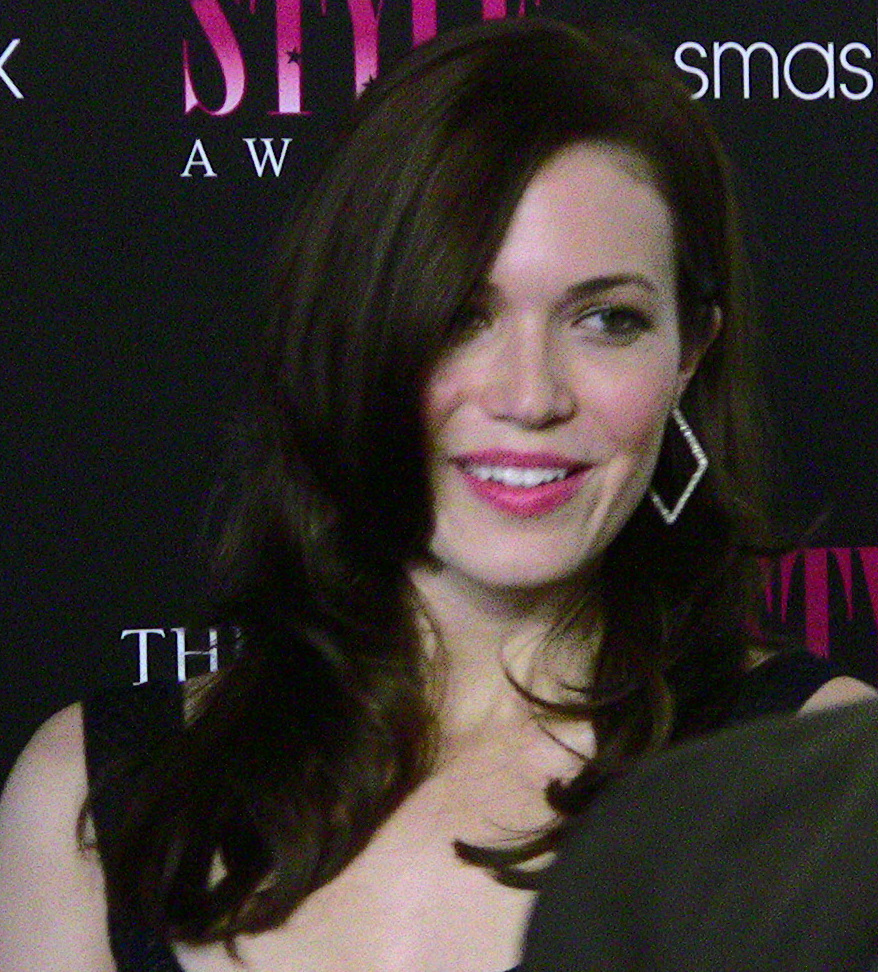
Mandy Moore (2011)

Mandy Moore, właśc. Amanda Leigh Moore (ur. 10 kwietnia 1984) – amerykańska aktorka i piosenkarka.

## Życiorys
Na dużym ekranie zadebiutowała w filmie Garry’ego Marshalla Pamiętnik księżniczki, obok Anne Hathaway i Julie Andrews.
W wieku 15 lat Moore wydała debiutancką płytę So Real (1999), która zawierała przebojowy singel "Candy". W 2001 roku Moore wydała swoją drugą płytę zatytułowaną Mandy Moore, zawierającą takie przeboje jak: "In My Pocket", "Cry" oraz "Crush". Na scenie Moore występowała wspólnie z *NSYNC i Backstreet Boys.

## Życie prywatne
Jej były partner życiowy to amerykańska gwiazda tenisa Andy Roddick. W latach 2009–2016 była żoną Ryana Adamsa. 18 listopada 2018 poślubiła wokalistę grupy Dawes, Taylora Goldsmitha.

## Filmografia

### Filmy
- 1996: Street Rats
- 2000: Magic Al and the Mind Factory, jako Brittany Foster
- 2001: Pamiętnik księżniczki (The Princes Diaries), jako Lana Thomas
- 2002: Bubblegum Babylon, jako ona sama
- 2002: Wszystko czego pragnę (Try Seventeen), jako Lisa
- 2002: Szkoła uczuć (A walk to remember), jako Jamie Sullivan
- 2003: Uwierz w miłość (How to deal), jako Halley Martin
- 2004: Wszyscy święci! (Saved!), jako Hilary Faye
- 2004: Córka prezydenta (Chasing Liberty), jako Anna Foster
- 2005: Romanse i papierosy (Romance & Cigarettes), jako Baby
- 2006: Koniec świata (Southland Tales), jako Madeline Frost Santaros
- 2006: Jak zostać gwiazdą (American Dreamz), jako Sally Kendoo
- 2007: Licencja na miłość (License to Wed), jako Sadie Jones
- 2007: Dedykacja (Dedication), jako Lucy Reilly
- 2007: A właśnie, że tak! (Because I Said So), jako Milly
- 2010: Zaplątani (Tangled), jako Roszpunka (głos)
- 2010: Swinging with the Finkels
- 2010: Twist of Fate, jako Chtissie
- 2011: Gry małżeńskie (Love, Wedding, Marriage), jako Ava
- 2012: Hotel Noir, jako Evangeline Lundy
- 2012: I żyli długo i zaplątani (Tangled Ever After), jako Roszpunka (głos)
- 2017: Podwodna pułapka (47 Meters Down), jako Lisa
- 2017: Mnie tu nie ma (I'm Not Here), jako mama
- 2018: Mroczne umysły (The Darkest Minds), jako Cate
- 2018: Ralph Demolka w internecie (Ralph Breaks the Internet), jako Roszpunka (głos)
- 2019: The Big Break, jako Natasha (krótkometrażowy)

- 2019: Midway, jako Ann Best

### Seriale
- 2000−2002: Nikki jako tancerka (gościnnie)

- 2001: Hoży doktorzy (Scrubs) jako Julie Quinn (gościnnie)
- 2005: Jak poznałem waszą matkę (How I met your mother) jako Amy (gościnnie)
- 2005: Ekipa (Entourage) (sezon 2) jako Mandy Moore
- 2010: Chirurdzy (Grey’s Anatomy) (sezon 6) jako Mary (gościnnie)
- 2012−2013: Tron: Rebelia (Tron: Uprising) jako Mara
- 2014–2015: Red Band Society jako Erin Grace
- 2016–2022: Tacy jesteśmy (This is us) jako Rebecca Pearson

- od 2017: Zaplątane przygody Roszpunki (Tangled) jako Raszpunka (głos)
- 2018: Drunk History jako Clara Barton (gościnnie)

- 2019: Głowa rodziny (Family Guy) jako Courtney (gościnnie)

## Dyskografia
- 1999: So Real
- 2000: I Wanna Be with You
- 2001: Mandy Moore
- 2003: Coverage
- 2004: The Best of Mandy Moore
- 2005: Candy
- 2006: The lyrics of Mandy Moore
- 2007: Wild Hope
- 2009: Amanda Leigh
- 2020: Silver Landings